# Kathleen Garrett
Kathleen Garrett is een Amerikaanse actrice.

## Carrière
Garrett begon in 1982 met acteren in de film For Lovers Only. Hierna heeft zij nog meerdere rollen gespeeld in films en televisieseries zoals The New WKRP in Cincinnati (1991-1993), Beverly Hills, 90210 (2000), Without a Trace (2002), Skin (2003-2004), American Gangster (2007), Friday the 13th (2009), Law & Order (2008-2010) en Law & Order: Special Victims Unit (2008-2011).
Garrett is ook actief in het theater, zij heeft onder andere opgetreden in Londen, New York, Los Angeles en op tournee door het land waar zij talloze hoofdrollen heeft vertolkt.

## Filmografie

### Films
- 2022: Ghosts of Christmas Always - als mrs. Winchester
- 2022: Horizon: Forbidden West - als Dekka (stem)
- 2020: The Trial of the Chicago 7 - als secretaresse van Mitchell
- 2009: Friday the 13th – stem
- 2008: Final Days of an Icon – als vertelster
- 2007: American Gangster – als Dominic Gattang
- 2004: Copshop – als Linda Aratow
- 2001: Zen and the Art of Landscaping – als Jean Baxter
- 1998: The Souler Opposite – als Julianne
- 1996: The Tomorrow Man – als ??
- 1995: Bombmeister – als ??
- 1993: Irresistible Force – als Arla Stone
- 1992: Calendat Girl, Cop, Killer? The Bambi Bembenek Story – als Paula Fulton
- 1991: Mrs. Lambert Remembers Love – als Darlene
- 1986: Child's Cry – als schooldirectrice
- 1982: For Lovers Only – als mevr. Packman

### Televisieseries
Uitgezonderd eenmalige gastrollen.
- 2022: Inventing Anna - als Sasha Thomas - 2 afl.
- 2020-2021: Power Book II: Ghost - als rechter Nina Larkin - 6 afl.
- 2010: Miracles – als vertelster (Engelse versie) – 3 afl.
- 2008-2010: Law & Order  -als rechter Susan Moretti – 4 afl.
- 2008-2009: Solved – als vertelster – 26 afl.
- 2003-2004: Skin – als Sandra Lockhart – 4 afl.
- 2002: Without a Trace – als moeder van Andy Deaver – 2 afl.
- 2000: Beverly Hills, 90210 – als Marion – 2 afl.
- 1991-1993: The New WKRP in Cincinnati – als Dana Burns – 17 afl.

### Computerspellen
- 2013: Dead Rising 3 - als Marian 'The Director' Mallon